# PHP Fusion
PHP-Fusion es un sistema de gestión de contenidos (CMS) de código abierto (Open Source) desarrollado por Nick Jones. Está escrito en PHP y utiliza una base de datos MySQL para almacenar sus contenidos dinámicos.
PHP-Fusion se encuentra en constante desarrollo e incluye las características más habituales de muchos otros CMS, proporcionando una fácil instalación y un potente sistema de administración, por lo que resulta muy sencillo crear y mantener un sitio web interactivo y dinámico.
Para funcionar, PHP-Fusion se tiene que instalar en un servidor web, ya sea local o remoto.
También dispone de numerosos complementos (llamados Infusions) y plantillas o diseños (llamados Themes), por lo que su aspecto y funcionalidades pueden ser modificados y ampliados muy fácilmente y de una forma totalmente intuitiva y gráfica.
Este CMS dispone de comunidades de soporte oficial en los principales idiomas.
PHP-Fusion fue uno de los cinco finalistas en los premios Open Source CMS Award de 2007.